# Haus mit der Palme

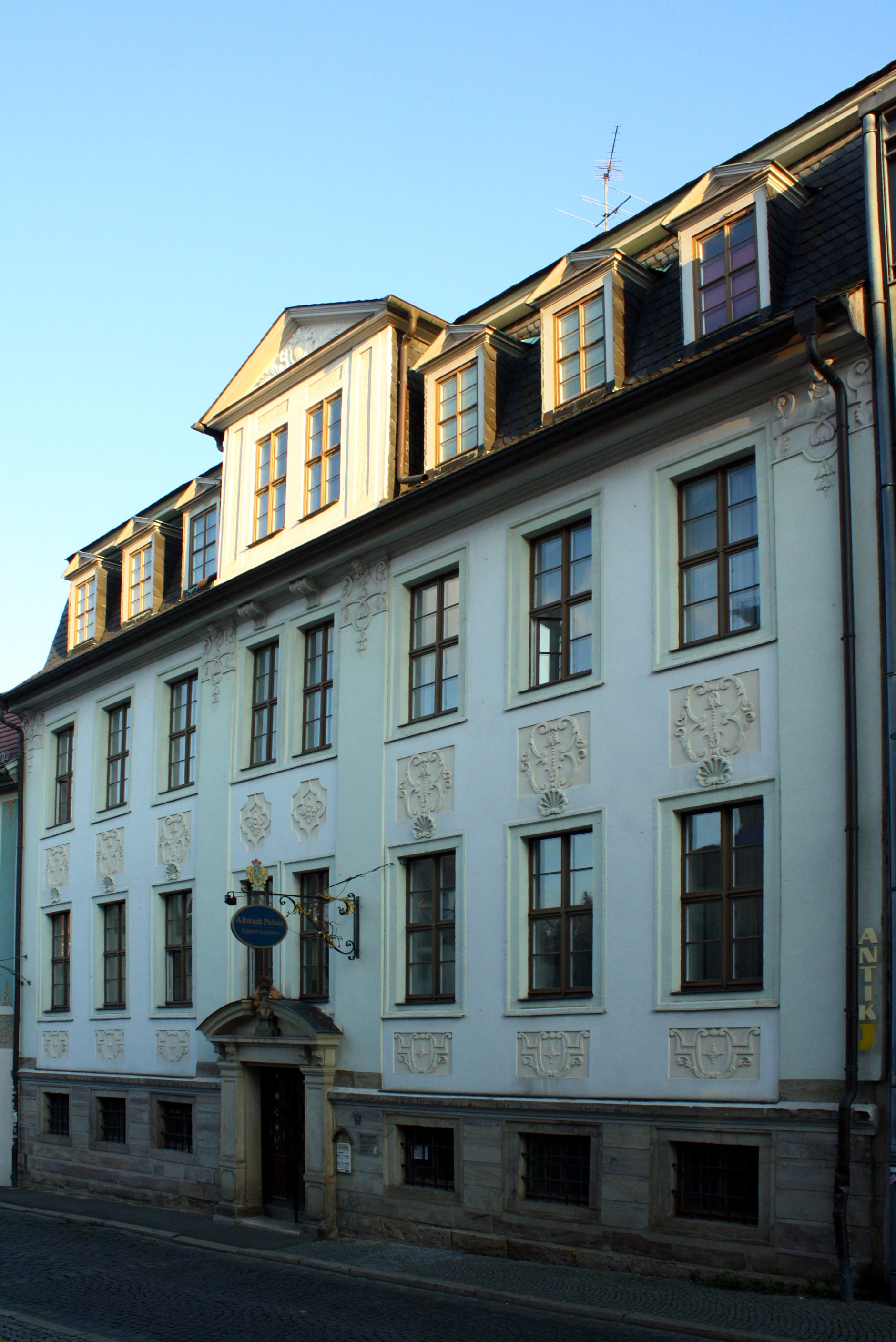
Haus mit der Palme

das Haus mit der Palme in der Schlossgasse 4 in Weimar ist das Nachbarhaus August von Kotzebues, der die Schlossgasse 6 bewohnte.

## Geschichte
Es ist ein barockes streng symmetrisches Wohnhaus, das 1728 errichtet wurde. Die flächenhaften Ornamente an der Fassade sind hierfür charakteristisch. Die Palme über dem gesprengten Giebel über der Eingangstür in der Wappentafel führte laut dem Weimar. Lexikon zur Stadtgeschichte zur irrigen Annahme, dass in diesem Haus die Fruchtbringende Gesellschaft (Palmorden) seinen Sitz hatte. Doch der bestand nur bis 1680. Es gibt einen Vorgängerbau. Dieses war das Haus des Schumachers Lenser oder (Lemser). Im Jahre 1974 wurde die ursprüngliche Fassade wiederhergestellt. In diesem Haus ging Johann Gottfried Herder ein und aus, weil darin der Sitz des sachsen-weimarischen Oberkonsistoriums war. Er stand diesem schließlich einst vor. So wie das Gebäude dasteht, war der Bauherr der herzogliche Leibmedikus und Arzt Georg Gottlob Friedrich Rumpel. Das Haus hatte er kurz vor seinem Tode am 13. Februar 1728 in Weimar in Auftrag gegeben, also die Vollendung nicht mehr erlebt. Das Wappen wurde allem Anschein nach nachträglich eingefügt. In der Goethezeit wohnte hier Charlotte Kestner, geb. Buff. Genau bezieht sich das auf den Herbst 1816. Thomas Mann setzte dieser mit Lotte in Weimar ein literarisches Denkmal, worin auch der inzwischen alte Goethe einen Platz bekam. Auch Cornelius Johann Rudolph Ridel wohnte hier. Dessen Frau wiederum  war Charlotte  Kestners Schwester, der der Besuch eigentlich gegolten  hatte.
Dieses Gebäude steht auf der Liste der Kulturdenkmale in Weimar (Einzeldenkmale).